# Harvey Friedman (Mathematiker)

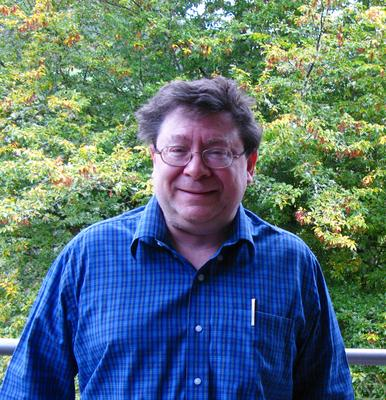
Harvey Friedman (Mathematiker)

Harvey Martin Friedman (* 23. September 1948 in Chicago, Illinois) ist ein US-amerikanischer Mathematiker und Philosoph, der sich mit mathematischer Logik und den Grundlagen der Mathematik beschäftigt.

## Leben und Wirken
Friedman promovierte 1967 in Mathematik bei Gerald E. Sacks am Massachusetts Institute of Technology (Subsystems of Analysis). Anschließend war er Assistant Professor (wofür er einen Eintrag in das Guinness-Buch der Rekorde als jüngster Professor erhielt) und ab 1969 Associate Professor für Philosophie an der Stanford University. 1970 wurde er Associate Professor für Mathematik an der University of Wisconsin–Madison und ab 1973 Professor an der State University of New York at Buffalo.
Seit 1977 ist er Mathematik-Professor an der Ohio State University. Ab 1985 war er dort Professor für Philosophie und Informatik und ab 1991 auch Professor für Musik. 1987 wurde er zum Distinguished Professor ernannt.
Er war unter anderem Gastwissenschaftler und Berater bei IBM und bei den Bell Laboratories. Er war unter anderem Gastprofessor an der University of Pennsylvania, der University of Minnesota und der Princeton University.
Friedman beschäftigte sich mit axiomatischer Mengenlehre, Modelltheorie (wo er die Borelsche Modelltheorie begründete), Beweistheorie, Intuitionismus, Informatik und Berechenbarkeitstheorie. Er ist bekannt als Vertreter der von ihm begründeten Reversen Mathematik, die aus den für nötig erachteten Theoremen auf die zum Beweis erforderlichen Axiome schließt (zum Beispiel auch Axiome großer Kardinalzahlen). Seine Arbeiten führten schon Anfang der 1970er Jahre zu völlig neuartigen Unabhängigkeits-Sätzen viel konkreterer Natur, als zum Beispiel in den klassischen Arbeiten von Kurt Gödel oder Paul Cohen, zunächst in der Theorie Borel-messbarer Funktionen, dann auch in der diskreten Mathematik (Sätze, die nicht mit ZFC allein bewiesen werden konnten, aber etwa mit Axiomen großer Kardinalzahlen). Um 2000 fasste er seine diesbezüglichen Untersuchungen in seiner Boolean Relation Theory zusammen.
1981 zeigte er, dass eine mit endlichen Mengen formulierte Variante des Satzes von Joseph Kruskal, dass es in einer unendlichen Menge von Bäumen einen gibt, der einen anderen Baum der Menge enthält, nicht in der Peano-Arithmetik entscheidbar ist. Der Satz war zwar mit ZFC beweisbar, doch fand Friedman später auch hier für allgemeinere Netzwerke als Bäume unentscheidbare Sätze. Eine weitere Methode von Friedman zur Erzeugung von unentscheidbaren Sätzen benutzt Funktionen auf unendlichen Mengen (Boolean Relation Theory).
Er zeigte, dass Borel-Determiniertheit nicht in Systemen mit nur abzählbar unendlich vielen Iterationen von Potenzmengenbildung bewiesen werden kann.
1984 erhielt er den Alan T. Waterman Award der National Science Foundation. 1986/87 war er Guggenheim Fellow. 2002 war er Gödel-Lecturer und 2007 hielt er die Tarski Lectures an der University of California, Berkeley. 1974 war er Invited Speaker auf dem Internationalen Mathematikerkongress in Vancouver (Some systems of second order arithmetic and their use).
Er ist der Bruder des Mathematikers Sy Friedman.